# Любовь и ярость (фильм, 1978)
«Любовь и ярость» — советско-югославский фильм 1978 года режиссёров Равиля Батырова и Живко «Жика» Ристича.

## Сюжет
Оказавшийся во время Первой мировой войны в плену в России серб Александр Драгович с началом Революции встал на сторону большевиков, стал чекистом. Он получает направление в Туркестан, где с отрядом частей особого назначения вступает в борьбу с бандой басмачей Исмаил-бека.

По своему материалу и теме «Любовь и ярость» историко-революционный фильм, по жанру приключенческая лента, сюжет которой развивается динамично, изобилует неожиданностями, острыми коллизиями; здесь действуют мужественные и находчивые люди, наблюдать за ними по-настоящему интересно, ярко и изобретательно поставленный в точном «жанровом ключе».— Искусство кино, № 6, 1979.

## В ролях
- Фарук Беголли — Александр Драгович
- Альмира Исмаилова — Муштари, дочь бая
- Михаил Кононов — Коля, «Божья воля»
- Мурад Раджабов — Исмаил-бек
- Юнус Юсупов — Туракулов
- Назим Туляходжаев — Баррак
- Хамза Умаров — Аман-ата
- Бахтиёр Ихтияров — Кары-есаул
- Игорь Класс — Росицкий
- Лесь Сердюк — Латышев
- Валерий Цветков — Памирцев
- Ходжадурды Нарлиев — Мирвахидов
- Артык Джаллыев — человек с бараном
- Закирджан Муминов — мальчик-поводырь
- Бора Божанич — Бора Драгович
- Сагди Табибуллаев — хозяин тайного дома